# Едоардо Перрончіто
Едоардо Перрончіто (італ. Edoardo Perroncito; 10 березня 1847, В'яле, Асті, П'ємонт, Італія — 4 листопада 1936, Павія, Італія) — італійський лікар, ветеринар, патолог і паразитолог. Він дуже любив класичну літературу, особливо Данте Аліг'єрі, і очолював Туринський комітет товариства «Данте Аліг'єрі». Був президентом Італійської медичної академії.

## Біографія
Народився в сім'ї Луїджі, шевця, та Люсії Пастроне, швачки. Мав чотирьох братів і сестру.
Після закінчення в 1867 році Королівської вищої школі ветеринарної медицини Туринського університету він спочатку працював муніципальним ветеринаром у Турині, але у віці 27 років був призначений професором патологічної анатомії. У 1879 році він також обійняв посаду професора паразитології на факультеті ветеринарної медицини цього ж університету, і саме тут він провів дослідження, які привели його до визнання.
Йому вдалося з'ясувати повний цикл Ancylostoma duodenale (одного зі збудників анкілостомозів), з паразитуванням якої він пов'язав розвиток дуже серйозної анемії, яка уразила шахтарів, що займалися прориттям тунелю Готтарда, а також сприяв розвитку терапії, завдяки якій шахтарі могли лікуватися.
Окрім цих досліджень, він співпрацював з Луї Пастером в експериментах та дослідженнях сибірки у великої рогатої худоби. Уряд Італії доручив Перрончіто впровадити метод Пастера в Італії, який там зустрів певний спротив. Перрончіто брав участь у ефективній прес-кампанії на захист вакцинації, проведеній на сторінках «Газетти дель Пополо» в Турині разом з журналістом Боттеро. Перрончіто заснував лабораторію Пастера в Турині в 1887 році для виробництва протисибіркової вакцини. На владному рівні він ініціював певні заходи, включаючи нормативні акти та законодавчі положення, спрямовані на вдосконалення технологій виробництва.
Він залишив численні знахідки, які, незважаючи на те, що були частково знищені вибухами під час Другої світової війни, все ще зберігаються в «колекції Перрончіто» в Інституті патологічної анатомії ветеринарного факультету Туріну.
Невідомо, де і коли він був посвячений у масонство, але 3 травня 1892 року він став магістром ложи Джордано Бруно в Турині.
Його довга та інтенсивна кар'єра викладача університету закінчилася в листопаді 1923 року, коли він вийшов на пенсію по досягненню вікової межі. Гідне святкування цієї події організував комітет. Того 18 листопада Перрончіто тепло відзначили студенти, його колеги, і він мав незліченні грамоти з усього світу. Після цих почестей було сформовано
фонд "Едоардо Перрончіто" з метою призначення стипендій молодим випускникам ветеринарних закладів. Він був президентом Туринської медичної академії, Королівського італійського ветеринарного товариства та академії, він також був почесним президентом Французького зоологічного товариства. Він також очолював багато міжнародних медичних, ветеринарних і бджільницьких конгресів. Перрончіто також був чотири роки, з 1898 по 1902 рік, директором Вищої школи ветеринарної медицини в Турині.
Протягом багатьох років він був мером міста Віале-д'Асті, поки не став деканом мерів провінції Алессандрія, до складу якої до 1935 року входила також Асті. Він також був обраний муніципальним радником у Турині.
Він перший раз одружився з Анною, дочкою професора Камілло Гольджі. У подружжя було двоє синів. У 1890 році він втратив молодшого 6річного сина Маріо, який помер від туберкульозу, а в 1929 році з тієї ж причини старший його син Альдо помер у віці 45 років. По смерті першої дружини він одружився з єгиптянкою Мірте, але вдруге залишився вдівцем. Корабель, який перевозив спадщину другої дружини з Єгипту до Італії, затонув, при цьому загинув й молодий адвокат, який поїхав до Єгипту для проведення усіх дій для отримання цієї спадщини.
Перрончіто помер у 1936 році, похований на кладовищі Павії поряд з могилою сина Альдо.

## Творчість і визнання
Він опублікував численні праці про ехінококів, цистицерків, туберкульоз, трихінелу, еволюційний циклу стрічкових гельмінтів, мікози та кокцидіоз, актиноміцетів, сказ у тварин, паразитарні та інфекційні хвороби домашніх і дворових тварин, токсичність забитого м'яса, якщо не дотримуються гігієнічно-санітарних заходів. Він боровся за будівництво холодильних систем для транспортування та зберігання м'яса.
Дослідження, проведені на церкаріях у заболочених районах Канавезе в 1873 році, підкреслили їх еволюційний цикл, проведений частково в жовчних протоках печінки великої рогатої худоби та овець, які пили в цих водоймах. Яйця паразитів евакуювали разом з жовчю, з якої походили інфузорії інфузорій, які, проникаючи в тіла молюсків, зазнавали різних перетворень і виходили у вигляді церкарієв. Введені в організм тварин, вони започаткували новий еволюційний цикл. Велика рогата худоба слабла, ставала виснаженою, жовтяничною, кахектичною. Сільськогосподарська та скотарська сіль, призначена для цієї землі, виявилася корисною, оскільки церкарії в сольовому розчині в'янули і гинули.
Отримав премію Бальбі-Вальє Королівського інституту Венето в 1882 і 1931 роках, як свідчення того, якою повагою він користувався ще навіть роки після відставки від академічного життя. Отримав премію Монтьйо Французької академії наук, членом-кореспондентом якої він був. Франція також вшанувала його, нагородивши орденом Почесного легіону та Академічних пальм. Йому присудили почесний науковий ступінь доктора наук в Університеті Модени, королеви Вікторії в Манчестері і в 1911 році в Імперському університеті Відня. Там з приводу присудження він прочитав лекцію італійською мовою.
Швидка та блискуча університетська кар'єра дала йому можливість заступити змінити Камілло Гольджі, лауреата Нобелівської премії з медицини, на кафедрі у Павії. Професор Бертареллі у своїй промові пам'яті Камілло Гольджі сказав таке: «… дух оригінальний та обдарований інтуїцією, безсумнівно, геніальний, навіть якщо він погано вихований жорсткими методами — Едоардо Перрончіто — створив нашу паразитологію з нуля».
Професор Леклайнш зазначив: «Він так само захоплюється мікробами, як і паразитологією» і привітав його як одного з останніх представників «великого періоду» науки XIX століття.